# David McLellan
David McLellan (* 10. Januar 1970) ist ein schottischer Snookerspieler. Zwischen 1991 und 2003 spielte er insgesamt 10 Jahre als Profi auf der Main Tour.

## Karriere

### Zunehmende Erfolge auf der offenen Profitour
David McLellan begann wie viele Snookerspieler seine Karriere 1991, als die Profiturniere für jedermann freigegeben wurden. Bei den ersten vier Ranglistenturnieren verlor er in der Saison 1991/92 jeweils sein Auftaktmatch und auch danach gab es nur ein paar Siege in der Vorqualifikation. Bei der 1992 überstand er immerhin einmal drei Runden. In der Rangliste der Tourteilnehmer nahm er am Saisonende Platz 286 ein. Einen besonderen Erfolg hatte er aber in seinem ersten Jahr bei einem Profiturnier ohne Ranglistenwertung. Bei der Benson & Hedges Satellite Championship besiegte er Spieler wie Bob Chaperon und Jimmy Michie und verlor erst im Achtelfinale knapp mit 4:5 gegen James Wattana. Im nächsten Jahr machte er große Fortschritte und erreichte schon beim zweiten Turnier, dem Grand Prix erstmals die Runde der Letzten 64. Dieses Ergebnis wiederholte er später in der Saison bei den Welsh Open. Bei einem kleineren Turnier, der dritten Station der Strachan Challenge, kam er unter die Letzten 128. Zur Saisonbilanz gehörten Siege gegen die Top-64-Spieler Brian Morgan und John Read. Damit verbesserte er selbst sich auf Platz 172 der Rangliste.
In der Saison 1993/94 bestätigte er die Leistung und erreichte bei den beiden großen Ranglistenturnieren, der Weltmeisterschaft und der UK Championship jeweils die Runde der Letzten 128. Bei den nicht für die Weltrangliste zählenden Turnieren kam er noch weiter, bei der Benson & Hedges Championship kam er unter die Letzten 64 und beim zweiten Event der Strachan Challenge schaffte er es erstmals bei einem Profiturnier unter die Letzten 32. Im Jahr darauf ragten die International Open heraus, wo er mit Altmeister Alex Higgins die Nummer 48 der Rangliste besiegte und ein weiteres Mal das Hauptturnier der Letzten 64 erreichte. Zwei weitere Male kam er unter die Letzten 96. Andere Topspieler wie seine schottischen Landsleute John Higgins und Drew Henry besiegte er bei der parallel zur Profitour ausgetragenen WPBSA Minor Tour, wo er im ersten Turnier in Belgien das Viertelfinale erreichte.
Einen Sprung nach oben machte er aber erst wieder in der Saison 1995/96. Sie begann mit einem weiteren Top-64-Ergebnis beim Thailand Classic. Höhepunkt waren dann die International Open, wo er zum ersten Mal bei einem vollwertigen Ranglistenturnier unter die Letzten 32 kam. Er besiegte Mark Johnston-Allen und mit Steve James einen Top-32-Spieler. Bei der Weltmeisterschaft erreichte er erstmals die Runde der Letzten 96 und verlor dort nur knapp mit 8:10 gegen die Nummer 50 Stephen Murphy. Bei drei weiteren Turnieren kam er unter die Letzten 128, ebenso in der Weltrangliste, wo er bis auf Platz 107 stieg. Die nächste Saison begann nicht ganz so erfolgreich, erst bei den International Open gab es wieder einen größeren Erfolg, als er seine Vorjahresplatzierung wiederholte und mit Mick Price einen weiteren Top-32-Spieler schlug. Saison- und Karrierehöhepunkt war aber die abschließende Weltmeisterschaft. Die ersten drei Runden gewann er jeweils mit 10:9 und überstand dann auch die Runde der Letzten 64 mit 10:6 gegen Nick Dyson. Damit spielte er gegen die Nummer 21 der Welt, Neal Foulds um den Einzug ins WM-Finale im Crucible Theatre. Nach einem starken Zwischenspurt zog er schon auf 9:3 davon, doch der Engländer schaffte noch einmal den Ausgleich. McLellan setzte sich erst im Entscheidungsframe mit 10:9 durch. Sein einziges Match im Crucible verlor er dann aber klar mit 2:10 gegen den Weltranglistenzehnten Steve Davis.

### Auf und Ab der Main-Tour-Jahre
Obwohl er danach mit Platz 75 seine beste Weltranglistenposition erreichte, genügte das nicht, um sich für die neu eingeführte Main Tour der Saison 1997/98 zu qualifizieren. Auch bei den vier Turnieren der WPBSA Qualifying School blieb er erfolglos und gewann nur eine einzige Partie. Deshalb musste er in die zweitklassige UK Tour. Doch die ganze nächste Saison war enttäuschend, nur einmal kam er zumindest ins Achtelfinale und bei den letzten vier Auftritten der Saison verlor er das Auftaktmatch. Einzig bei der für alle offenen Benson and Hedges Championship hatte er ein größeres Erfolgserlebnis, als er Joe Swail, Nummer 22 der Weltrangliste, mit 5:1 schlug. Zwar kostete ihn das Jahr viele Ranglistenplätze, aber er konnte sich noch so halten, dass er im Jahr darauf wieder an den großen Turnieren teilnehmen durfte. Doch das Kalenderjahr ging mit vielen weiteren Auftaktniederlagen zu Ende und erst 1999 kam er bei den Scottish Open wieder einmal in die Runde der Letzten 64. Bei den British Open stand er noch einmal unter den Letzten 96, aber als er bei der Weltmeisterschaft bereits in den Vorrunden scheiterte, verlor er schließlich seine Position unter den Top 128.
Nichtsdestotrotz erwies sich 1999/2000 noch einmal als eine sehr erfolgreiche Saison für den Schotten. Beim Grand Prix, bei der UK Championship und erneut bei den Scottish Open erreichte er die Runde der Letzten 64. Und bei drei weiteren Turnieren, darunter die Weltmeisterschaft, stand er unter den Letzten 96. Seine zweitbeste Ranglistenposition, Platz 98, war das Ergebnis. Die Runde der Letzten 64 war auch im Jahr darauf das beste Ergebnis, er erreichte es genau einmal bei den Welsh Open, wo er mit Euan Henderson die Nummer 48 der Rangliste besiegte. Bei der Benson and Hedges Championship gelang ihm im Auftaktspiel gegen Steve Meakin ein seltenes Maximum Break. Es war überhaupt erst das 40. offizielle Break von 147 Punkten im Profisnooker und das einzige seiner Karriere. Anschließend besiegte er im Turnier Graeme Dott, die Nummer 19 der Weltrangliste, mit 5:2, bevor er in Runde 3 ausschied. Sonst gab es aber in dem Jahr nur durchschnittliche Ergebnisse und er fiel erneut von der Main Tour.
In der Saison 2001/02 musste er deshalb Challenge Tour spielen, um sich wieder zu qualifizieren. Zwei Achtelfinals als beste Ergebnisse reichten zwar für Platz 11 in der Endwertung, aber nicht für eine Qualifikation für die Main Tour. Daneben nahm er an der schottischen Amateurmeisterschaft teil und erreichte das Finale. Dort besiegte er den Titelverteidiger Gary Thomson mit 7:0. Außerdem nahm er an der Amateureuropameisterschaft teil und erreichte auch dort das Finale. Das verlor er allerdings gegen David John aus Wales mit 2:7. Letztendlich kehrte McLellan über die National Association Play-Offs in der Saison 2002/03 kehrte er danach noch einmal auf die Main Tour zurück. Gleich zum Auftakt erreichte er beim LG Cup die Runde der Letzten 64, gewann dann aber in der restlichen Saison nur noch 2 Spiele. Damit endete er auf Platz 128 und verlor diesmal endgültig seinen Profistatus. Da der Snookersport ohnehin in der Krise war und die wenigen verbliebenen Turniere nicht lukrativ genug waren, um sich den Sport zu finanzieren, gab er seine Profiambitionen mit 33 Jahren auf. In den 2010er Jahren besserte sich die Situation und er unternahm noch einmal einen Anlauf. Im dritten Turnier der Q School 2011 erreichte er immerhin das Halbfinale seiner Qualifikationsgruppe, blieb aber letztendlich erfolglos.

## Erfolge
Ranglistenturniere:
- Runde der Letzten 32: Weltmeisterschaft (1997), International Open (1996, 1997)

Andere Profiturniere:
- Achtelfinale: Benson & Hedges Satellite Championship (1991)

Qualifikationsturniere:
- Viertelfinale: WPBSA Minor Tour (1994 – Event 1), UK Tour (1998 – Event 1)

Amateurturniere:
- Schottischer Meister (2002)